# ینو هوبائی
ینو هوبائی (مجاری: Jenő Hubay؛ تلفظ مجاری: [ˈjɛnø: ˈhubɒi]؛ ۱۵ سپتامبر ۱۸۵۸ – ۱۲ مارس ۱۹۳۷) که با نام آلمانی اویگن هوبر (آلمانی: Eugen Huber؛ تلفظ [ˈɔʏɡe:n ˈhu:bɐ]) نیز شناخته می‌شود، یک آهنگساز، موسیقی‌دان، نوازندهٔ برجستهٔ ویولن و مدرس موسیقی اهل مجارستان بود. نخستین اجرای عمومی او در سن ۱۱ سالگی بود و از ۱۳ سالگی، فراگیری موسیقی را در برلین آغاز کرد و در آنجا، از شاگردان یوزف یواخیم شد. او بعدها به کارِ تعلیمِ موسیقی روی آورد و شاگردان برجستهٔ فراوانی تربیت کرد که از آن میان، می‌توان به «فرانتس فون وچی» و «یوژف سیگه‌تی» اشاره کرد.

## نوازندگی
هوبائی به عنوان نوازندهٔ سولیست، تحسین چهره‌هایی چون آنری ویوتان، یوهانس برامس و بسیاری دیگر را برانگیخت.
در زمینه موسیقی مجلسی، او دو کوارتت زهی تشکیل داد: یکی در دوران اقامتش در بروکسل و دیگری در بوداپست، همراه با دیوید پوپر (کوارتت بوداپست). او با پوپر در چند نوبت به اجرای موسیقی مجلسی با برامس پرداخت که از جمله آن‌ها می‌توان به اجرای نخستین تریوی پیانوی شماره ۳ در دو مینور، اثر اپوس ۱۰۱ برامس اشاره کرد.
از جمله نخستین ضبط‌های او، دیسک‌های آکوستیک ده‌اینچی متعلق به سال ۱۹۱۰ است که در آن‌ها ژیگموند وینتسه، آهنگساز مجاری، او را همراهی کرده است.

## آهنگسازی
هوبائی چهار کنسرتو ویلن و شمار بسیار زیادی قطعاتِ کوتاه و «آنکور» نوشت. کنسرتوهای او از تم‌هایی برگرفته از موسیقی مجارستانی استفاده می‌کنند، و قطعات لطیف و دل‌نشینش—که در سبک آهنگسازی شباهت‌هایی با دیوید پوپر، همکارش در موسیقی مجلسی دارد—ادامه‌دهنده سنت موسیقی رمانتیک آلمان، مانند آثار فلیکس مندلسون و روبرت شومان است.
هابای همچنین چندین اپرا تصنیف کرد، از جمله: ونوس میلو، سازندهٔ ویلن کرمونا، نقاب، و آنا کارنینا (بر اساس اثر لئو تولستوی). آغاز اپرای ونوس میلو بر پایهٔ گام‌های تمام‌پرده و عناصر باستان‌گرایانه بنا شده که احتمالاً برای القای فضای دوران باستان به کار رفته‌اند.